# آوریل پارک (نیویورک)
آوریل پارک (به انگلیسی: Averill Park) یک منطقهٔ مسکونی در ایالات متحده آمریکا است که در شهرستان رنسلیر، نیویورک واقع شده‌است. آوریل پارک ۸٫۰ کیلومتر مربع مساحت و ۱٬۶۹۳ نفر جمعیت دارد و ۲۳۹ متر بالاتر از سطح دریا واقع شده‌است.